# Heroldstatt
Heroldstatt ist eine Gemeinde im Alb-Donau-Kreis in Baden-Württemberg.

## Geografie
Heroldstatt liegt auf der Blaubeurer Alb, einem Teil der Schwäbischen Alb, etwa 25 Kilometer westlich von Ulm.

### Nachbargemeinden
Die Gemeinde grenzt im Norden und Osten an die Stadt Laichingen, im Südosten auf kurzer Strecke an die Stadt Blaubeuren, im Süden an die Stadt Schelklingen (sämtlich Alb-Donau-Kreis) und im Westen an das gemeindefreie Gebiet Gutsbezirk Münsingen (Landkreis Reutlingen).

### Gemeindegliederung
Die Gemeinde besteht aus den beiden Ortsteilen Ennabeuren und Sontheim sowie der Wohnsiedlung Breithülen. Die beiden gewachsenen Dorfkerne von Ennabeuren und Sontheim sind durch ein modernes Gemeindezentrum miteinander verbunden. Zwischen den Dörfern verläuft eine neue Umgehungsstraße. Dieser Abschnitt der L 230 ist ein Autobahnzubringer aus dem Raum Münsingen zur A 8 und führte zuvor durch Ennabeuren und direkt an Sontheim vorbei. Jedoch wird noch Breithülen von der L 230 bis zu deren zukünftigen südlichen Verlegung von dieser durchfahren. Ennabeuren und Sontheim werden nun im Rahmen der Ortskernsanierung neu- und umgestaltet. In Breithülen wird zudem nach der Rekommunalisierung die vernachlässigte Infrastruktur (Frischwasser- und Abwasserleitungen), im Zuge eines Sanierungsgebietes erneuert.

### Schutzgebiete
Einige Landschaftsteile im Norden und Osten des Gemeindegebiets wurden als Landschaftsschutzgebiet Heroldstatt ausgewiesen. Die Gemeinde hat überdies Anteile an den FFH-Gebieten Tiefental und Schmiechtal und Münsinger Alb sowie am Vogelschutzgebiet Mittlere Schwäbische Alb. Der Gemeindeteil Breithülen gehört zur Entwicklungszone des Biosphärengebiets Schwäbische Alb.

## Geschichte

### Ennabeuren
Eine aufgrund des Ortsnamens vorgenommene Einschätzung Ennabeurens als Gründung der frühmittelalterlichen Ausbauzeit erhielt mit der Entdeckung eines auf Ende des 7. Jahrhunderts datierten Reliquiars ihre Bestätigung. Urkundliche Erwähnung fanden 1092 ein Adeliger Egilolf von Oninburrin, einige Jahre später das Dorf selbst, das zu jener Zeit zum Machtbereich des Familienverbandes Gundelfingen-Justingen-Steußlingen gehörte. Die für die spätere Geschichte prägende Zweiteilung des Ortes geht vermutlich bereits auf eine im 11. Jahrhundert vorgenommene Erbteilung dieser Sippe zurück, wurde aber erst 1413 schriftlich überliefert, als Hans Truchsess von Bichishausen eine Ortshälfte kaufte, während sich die andere im Besitz der Herren von Grafeneck befand. Der erstgenannte Teil kam 1552 von der Nichte und Erbin des letzten Truchsessen von Bichishausen an Graf Georg von Helfenstein, 1627 an das Haus Fürstenberg. Die zweite Hälfte wurde um 1490 erneut geteilt, als einer der drei gemeinsam herrschenden Vettern von Grafeneck seinen Teil – mithin ein Sechstel des gesamten Dorfes – an seine beiden Stiefsöhne, Gebrüder von Baldeck, verpfändete, die 1510 ihren Besitz Württemberg zu Lehen auftrugen. Nachdem 1565 der letzte männliche Baldecker und bis 1594 auch zwei seiner Schwestern gestorben waren, zog Württemberg das Lehen ein. Bis 1628 gelang dem Herzogtum in mehreren Etappen auch der Erwerb des übrigen ehemals grafeneckischen Besitzes, so dass nun Württemberg und Fürstenberg je zur Hälfte die Ortsherrschaft ausübten.
Nachdem Württemberg bereits 1594 für seine (und die grafeneckischen) Untertanen den Übertritt zum evangelischen Glauben angeordnet hatte, teilte es 1603 – unter vergeblichem Protest des Klosters Urspring als Inhaber des Kirchensatzes – die Pfarrpfründe auf und setzte am Ort einen zweiten, lutherischen Pfarrer ein. Da der geplante Neubau einer evangelischen Kirche unterblieb, diente der vorhandene Kirchenbau seither (bis 1936) beiden Konfessionen. Als 1806 auch die fürstenbergische Ortshälfte an das Königreich Württemberg fiel, zählte das Dorf rund 300 evangelische und 200 katholische Einwohner.
Ennabeuren verlor 1895 und 1938 insgesamt 940 ha – rund die Hälfte der Gemarkung – an den Truppenübungsplatz Münsingen. 1942 wurde diese Fläche formell dem Gutsbezirk Münsingen zugeteilt.

### Sontheim
Sontheim entstand vermutlich im 6. oder 7. Jahrhundert als Ausbausiedlung von Laichingen, mit dem es zu allen Zeiten eng verbunden blieb. Im 11. Jahrhundert lag die Hoheit bei der Familie der (späteren) Pfalzgrafen von Tübingen, deren Hauskloster Blaubeuren durch Schenkung zum praktisch alleinigen Grundbesitzer in Sontheim avancierte. Wie auch die Vogtei über Blaubeuren fiel der Ort 1282 an die Helfensteiner, wurde dann aber in der ersten Hälfte des 14. Jahrhunderts aus diesem Besitzkomplex gelöst und (zusammen mit Laichingen und Feldstetten) an Württemberg übertragen. Im Zuge der Reformation erhielt das Dorf 1537 eine eigene Pfarrei. Um 1800 zählte es rund 420 Einwohner.

### Verwaltungszugehörigkeit
Ennabeuren war Teil des württembergischen Amtes Münsingen und Sontheim des Unteramtes Laichingen im Amt Urach. Bei der Umsetzung der neuen Verwaltungsgliederung im 1806 gegründeten Königreich Württemberg wurden beide Orte dem Oberamt Münsingen zugeordnet. Durch die Kreisreform während der NS-Zeit in Württemberg gelangten die Gemeinden 1938 zum Landkreis Münsingen. Nach dem Zweiten Weltkrieg fiel das Gebiet in die Französische Besatzungszone und kam somit zum Land Württemberg-Hohenzollern, welches 1952 im Bundesland Baden-Württemberg aufging. Durch die Kreisreform von 1973 kamen Ennabeuren und Sontheim vom Landkreis Münsingen zum Alb-Donau-Kreis.

### Heroldstatt
Im Zuge der Gemeindereform schlossen sich die beiden bis dahin selbständigen Gemeinden am 1. Oktober 1973 zur neuen Gemeinde Heroldstatt zusammen. Als Namensgeber fungierte ein westlich von Ennabeuren abgegangener, vom 12. bis 15. Jahrhundert als Herolstatt bzw. Herolfstetten erwähnter Weiler.
Etwa in der Mitte zwischen den rund zwei Kilometer voneinander entfernten Dorfkernen entstand in der Folge ein neues Gemeindezentrum mit der Berghalle (Mehrzweckhalle, 1984, erweitert 2000) und dem Rathaus (1987).

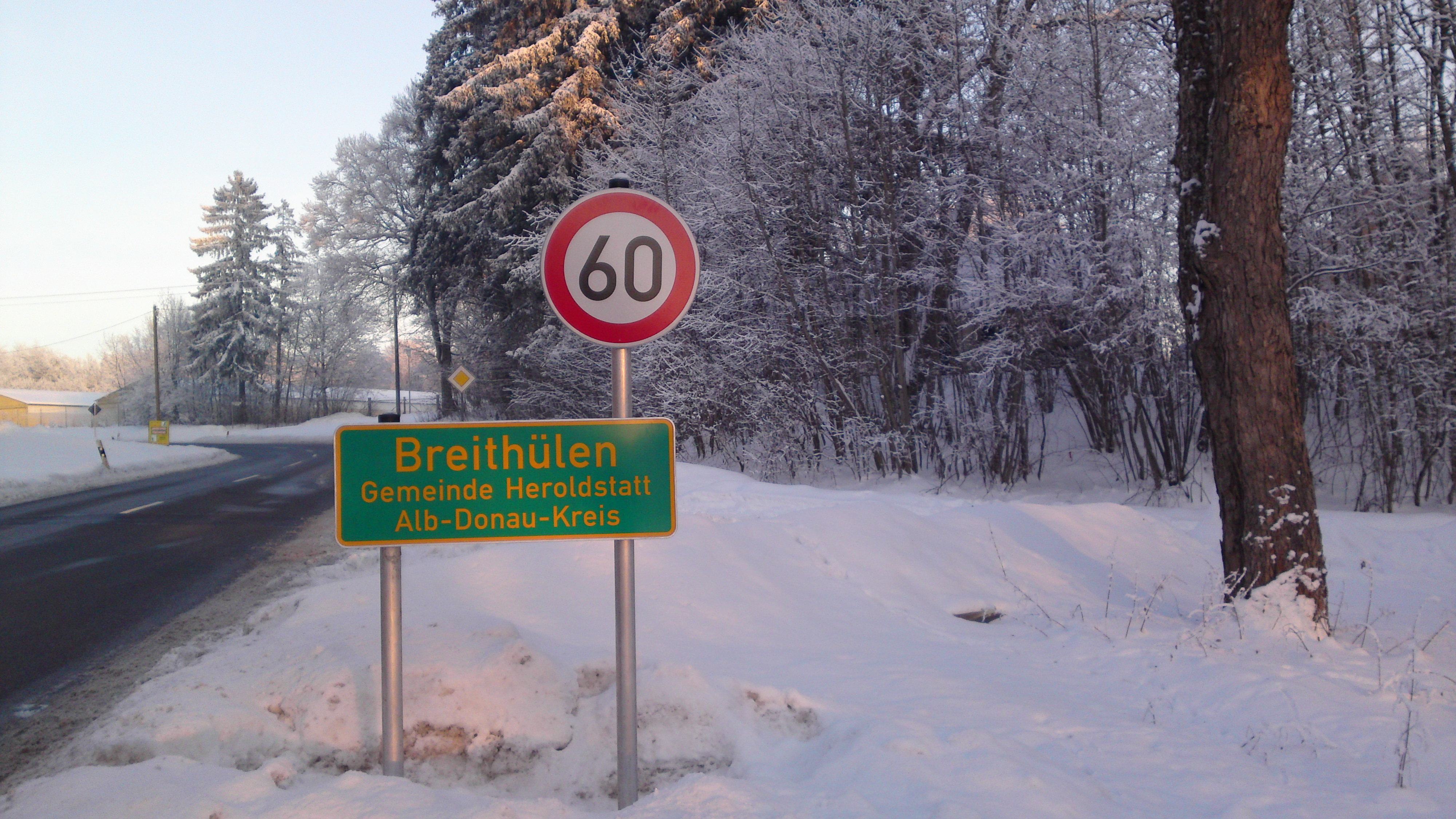
Neues Ortshinweisschild von Breithülen ab dem 1. Januar 2011

### Breithülen
Auf Grund der Rekommunalisierung des gemeindefreien Gutsbezirks Münsingen (Landkreis Reutlingen) wurde zum 1. Januar 2011 die 77,5 Hektar große und 64 Einwohner zählende Wohnsiedlung Breithülen nach Heroldstatt umgegliedert.

### Einwohnerentwicklung
| Jahr   | Ennabeuren | Sontheim | Heroldstatt |
| ------ | ---------- | -------- | ----------- |
| 1806   | 500        | 420      | 920         |
| 1825   | 562        | 441      | 1003        |
| 1900 ¹ | 828        | 598      | 1426        |
| 1950 ¹ | 831        | 725      | 1556        |
| 1970 ¹ | 895        | 949      | 1844        |
| 1987 ¹ |            |          | 1831        |
| 1990   |            |          | 2028        |
| 1995   |            |          | 2286        |
| 2000   |            |          | 2418        |
| 2005   |            |          | 2608        |
| 2010   |            |          | 2672        |
| 2015   |            |          | 2790        |
| 2020   |            |          | 2831        |

¹ Volkszählungsergebnis

## Politik

### Verwaltungsverband
Heroldstatt ist Sitz des Gemeindeverwaltungsverbandes Laichinger Alb.

### Gemeinderat
Die Kommunalwahl am 9. Juni 2024 in Heroldstatt führte zu folgendem amtlichen Endergebnis. Die Wahlbeteiligung lag bei 71,6 %. Der Gemeinderat besteht aus den gewählten ehrenamtlichen Gemeinderäten und dem Bürgermeister als Vorsitzendem. Der Bürgermeister ist im Gemeinderat stimmberechtigt.
| Partei / Liste                | 2024   | 2024   | 2019   | 2019   |
| Partei / Liste                | Anteil | Sitze  | Anteil | Sitze  |
| ----------------------------- | ------ | ------ | ------ | ------ |
| Freie Wählervereinigung       | 25,4 % | 3      | 39,0 % | 4      |
| Unabhängige Wählervereinigung | 34,2 % | 3      | 43,7 % | 5      |
| Unser Heroldstatt             | 22,5 % | 2      | --     | --     |
| Gemeinsam Heroldstatt         | --     | --     | 17,2 % | 2      |
| Land und Wirtschaft           | 18,0 % | 2      | --     | --     |
| Wahlbeteiligung               | 71,6 % | 71,6 % | 66,7 % | 66,7 % |

### Bürgermeister
Bürgermeister war seit 1981 Karl Ogger, er wurde 1989, 1997 und 2005 mit jeweils ca. 99 Prozent der Stimmen wiedergewählt.
Am 10. November 2013 wurde Ulrich Oberdorfer mit 66,9 % der Stimmen gewählt. Oberdorfer schied aus Krankheitsgründen am 1. Juli 2018 aus dem Amt.
Am 30. September 2018 wurde der 41-jährige Diplomverwaltungswirt Michael Weber aus Burladingen mit 96,82 % der Stimmen zum neuen Bürgermeister gewählt.

### Wappen

Peter- und Paulskirche Sontheim

Blasonierung: In Blau ein silberner Dornenschrägbalken, beiderseits begleitet von je zwei sechsstrahligen goldenen Sternen.
Die Kombination von Wappenfiguren der Herren von Steußlingen und des Klosters Zwiefalten bezieht sich auf eine um 1120 erfolgte Schenkung Ottos von Steußlingen an das Kloster, die unter anderem den Weiler Herolstatt und weiteren Besitz in und um Ennabeuren umfasste.
Das Wappen und die Flaggenfarben Gelb-Blau wurden am 8. November 1974 verliehen.

## Infrastruktur und Sehenswürdigkeiten

### Bauwerke

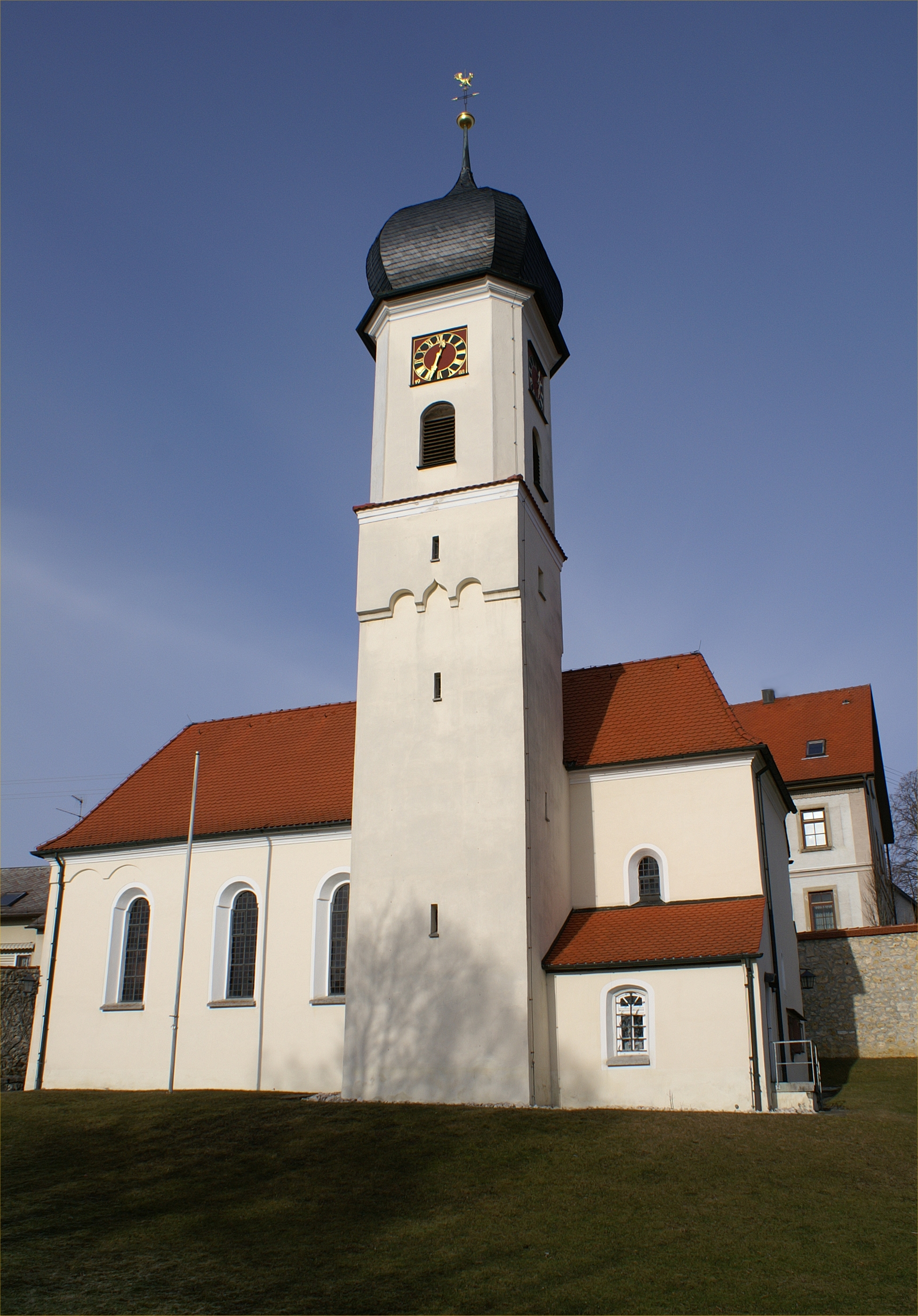
Cosmas- und Damiankirche Ennabeuren

- Cosmas- und Damiankirche Ennabeuren
- Peter- und Paulskirche Sontheim

### Verkehr
Im Rahmen der am 11. Dezember 2022 eröffneten Schnellfahrstrecke Wendlingen–Ulm ging auch der Bahnhof Merklingen – Schwäbische Alb in Betrieb, an dessen Kosten sich Heroldstatt finanziell beteiligte.
Der frühere Landes-Radfernweg Alb-Neckar-Radweg wurde durch den Württemberger Tälerradweg abgelöst. Er führt von Crailsheim über Aalen und Heidenheim nach Ulm und von dort über Blaubeuren nach Sontheim und Ennabeuren und weiter über Laichingen und Göppingen nach Schwäbisch Gmünd.

### Aussichtsturm
Der 30 m hohe Heroldstatt-Turm steht etwa 2 km nordwestlich des Ortsteils Ennabeuren im Randbereich des ehemaligen Truppenübungsplatzes Münsingen und wurde 1981 errichtet. Der Turm des Schwäbischen Albvereins ist frei zugänglich.

### Windkraft-Versuchsfeld
Nordöstlich des Ortes  befindet sich ein Versuchsfeld für Windkraftanlagen. Zu diesem gehört neben einer 1989 errichteten Enercon E-17 mit 28 m Nabenhöhe, 17 m Rotordurchmesser und 80 kW-Leistung auch ein 1990 errichteter 25 m hoher Darrieus-Rotor mit 15 m Durchmesser, der eine Leistung von 55 kW hat und bei der Bevölkerung den Spitznamen „Schneebesen“ trägt. Die E-17 wurde nach einem 2012 erlittenen Schaden Anfang 2013 demontiert, da sich eine Reparatur unter wirtschaftlichen Gesichtspunkten nicht rechnete. Ein Ersatz durch eine moderne Anlage war nicht möglich, da der Standort für heutige Großanlagen zu nahe an der Bebauung liegt. Der Versuchsbetrieb des Darrieus-Rotors wurde nach 10 Jahren eingestellt.

### Naturdenkmäler

Hintere Kohlhaldehöhle

- Sontheimer Höhle, eine der ältesten Schauhöhlen Deutschlands
- Hintere Kohlhaldehöhle